# Joan Barreda Bort
Joan Barreda Bort (Castellón de la Plana, 1983. augusztus 11. –) spanyol motorversenyző, a Dakar-rali résztvevője.

## Pályafutása
2011-ben debütált a Dakar-ralin egy Aprilia nyergében. Bemutatkozása nem sikerült jól, a második szakaszon vezető pozícióban bukott, a motorja is megsérült, így fel kellett adnia a versenyt. A következő évre már a Husqvarna versenyzőjeként érkezett. Többször végzett a Top 10-ben, majd a tizedik szakaszon megszerezte első Dakaros szakaszgyőzelmét. 2013-ra maradt a Husqvarna csapatánál, mellyel folytatta a jó szereplését:ebben az évben már négy győzelmet gyűjtött be.  Balszerencséjére az ötödik szakaszon a benzinpumpája feladta a szolgálatot és így több, mint három órás lemaradást szerzett, melynek köszönhetően csak az összetett 17. helyén végzett.
2014-ben már a Honda csapatánál versenyzett, ahol újabb jó eredményeket ért el: az első három szakaszból kettőn is diadalmaskodni tudott. A negyedik szakaszon már 15 perces előnnyel vezetett Marc Coma előtt, de a következő szakaszon eltévedt és visszaszorult a második helyre. Ezután még két győzelmet szerzett és felzárkózott Comára, de az utolsó előtti szakaszon bukott és megsérült motorjának első teleszkópja, ami miatt két és fél órát vesztett. Az utolsó szakaszon megszerezte ötödik szakaszgyőzelmét is az évben, de a végelszámolásban nem tudott a 7. helynél előrébb végezni.
A következő évre maradt a Honda gyári csapatánál. Ismét jól kezdte a versenyt, előbb négy perc, majd egy újabb győzelemnek hála már 15 percre nőtt az előnye az összetettben. Ezután megkezdődött a pech-szériája: a hatodik szakaszon bukott és letört motorjának egyik kormánykarja, majd 150 kilométert kellett így vezetnie, de csak 6 perces hátrányt gyűjtött. A táborban Barreda egyik csapattársától kapott pótkormányt, de a következő szakaszon újabb balszerencse érte: motorjába sok só került, mivel a szakasz a Salar de Uyunin ment keresztül. Innentől egy másik csapattársa vontatta a célba, mellyel három órányi időveszteséget és egy egy órás büntetést is szerzett. Ezután szerezhetett volna még egy szakaszgyőzelmet, de ismét megbüntették. Az összetettet végül három győzelemmel a 17. helyen zárta.
2016-ban csupán a prológot tudta megnyerni mielőtt feladta volna a versenyt. 2017-ben ismét a Honda színeiben indult. Négy szakaszgyőzelmet szerzett és az összetett ötödik helyén végzett, ami az eddigi legjobb eredményének bizonyult.

## Eredményei

### Dakar-rali
| Év       | 2011    | 2012 | 2013 | 2014 | 2015 | 2016    | 2017 |
| -------- | ------- | ---- | ---- | ---- | ---- | ------- | ---- |
| Helyezés | Feladta | 11.  | 17.  | 7.   | 17.  | Feladta | 5.   |

## Fordítás
Ez a szócikk részben vagy egészben  a   Joan Barreda című spanyol Wikipédia-szócikk fordításán alapul.  Az eredeti cikk szerkesztőit annak laptörténete sorolja fel. Ez a jelzés csupán a megfogalmazás eredetét és a szerzői jogokat jelzi, nem szolgál a cikkben szereplő információk forrásmegjelöléseként.